# Georges Lombard
Pour les articles homonymes, voir Lombard.
Georges Lombard, né le 14 mars 1925 à Paris et mort à Brest le 13 septembre 2010,, est un homme politique français. Membre du Centre national des indépendants et paysans puis de Progrès et démocratie moderne.

## Biographie
Après des études secondaires, il se porte vers les études de droit et le métier d’avocat, qu’il exerce au barreau de Brest dès 1949. En 1958 il entame une carrière politique en devenant député du Finistère. Maire de Brest de 1959 à 1973, il fonde la communauté urbaine de Brest, dont il devient le premier président de 1974 à 1977, puis de 1983 à 1989. 
Il est conseiller général du canton de Brest-Saint-Marc jusqu’en 1992, sénateur de 1971 à 1989. Il a également été conseiller régional. De 1972 à 1974 il est président du Comité d'étude et de liaisons des intérêts bretons (Celib) et premier président de l’Institut culturel de Bretagne, de 1981 à 1986.
Il est l'époux de l'avocate Monique Le Bras, qui lui survit jusqu'en 2019.

## Distinctions
- Officier de la Légion d'honneur
- Chevalier de l'ordre des Palmes académiques
- Chevalier de l'ordre de Léopold
- Ordre de l'Hermine (1991)